# Cinco de Abril Football Club
El Cinco de Abril Football Club fue un club chileno de fútbol con sede en el barrio de avenida Matta en la ciudad de Santiago.
Fundado el 5 de abril de 1911, fue uno de los clubes animadores de las competencias de la Asociación de Football de Santiago en los años 1910 y 1920.

## Historia
Fue fundado el 5 de abril de 1911 por un grupo de jóvenes del barrio de avenida Matta. Tomó su nombre de su fecha de fundación, en recuerdo de la batalla de Maipú que tuvo lugar el 5 de abril de 1818. Entre sus fundadores se pueden nombrar Nicolás Canales, Luis Zegers, Luis Davidson, Enrique Teuche, Jallo Bozas y Domingo Segundo Vergara.
Se inscribió en la serie de honor de la Asociación Colón, y en su primera temporada terminó en segundo lugar. Al año siguiente, se inscribió en la Asociación Nacional, en donde conquistó el título de campeón.
En 1913 se inscribió en la primera serie de la Liga Santiago, y en 1916 en la Asociación de Football de Santiago (AFS). En 1917 logró adjudicarse la Copa Unión de la AFS.

## Palmarés

### Torneos locales
- Copa Unión de la Primera División de la Asociación de Football de Santiago (1): 1917
- Subcampeón de la Copa República de la Primera División de la Asociación de Football de Santiago (2): 1921, 1923.[nota 1]